# Jean Rémi Bocandé
Jean Rémi Bocandé, né le 29 décembre 1988 à Dakar, est un footballeur sénégalais qui joue au poste d' arrière droit à ASC Jaraaf.

## Biographie
Jean Rémi Bocandé né à Dakar le 29 décembre 1988 est joueurs sénégalais de football qui joue au poste de défenseur. Il est aussi capable d'évoluer en milieu de terrain.

### Carrière en club
Jean Rémi Bocandé est formé par le club ASC Jeanne d'Arc de Dakar avant d'intégrer leur équipe première en 2008. En décembre 2010, il rejoint le club universitaire de Dakar UC où il évolue pendant cinq saisons dans le championnat professionnel Sénégalais de football. En juillet 2015, Jean Rémi Bocandé s'engage avec le club insulaire de l'US Gorée, club dirigé par le président de la fédération sénégalaise de football Augustin Senghor. C'est en septembre 2020, qu'il rejoint le club le plus titré du championnat sénégalais de football ASC Jaraaf pour apporter son expérience. Il est vainqueur de la coupe du Sénégal avec ASC Jaraaf en 2023.

### Carrière en équipe nationale
Jean Rémi Bocandé connait sa première sélection majeure avec l'équipe nationale du Sénégal en février 2016 contre la Mexique en match amical international. En juillet 2022, il dispute la coupe COSAFA avec l'équipe nationale du Sénégal en Afrique du Sud. Jean Rémi Bocandé et ses coéquipiers finissent troisième de la compétition et décroche le médaille de bronze.

## Palmarès

### En club
ASC Jaraaf
- Championnat du Sénégal (1)
  - Champion : 2025
- Coupe du Sénégal (1) 
  - Vainqueur: 2023
  - Finaliste : 2025

### En sélection
Sénégal A'
- Coupe COSAFA :
  - Troisième: 2022.